# Michael Marcus
Michael Marcus (25 augustus 1952) is een Amerikaanse jazz- en bluesmuzikant (tenor/sopraansaxofoon, klarinet, basklarinet, manzello, stritch).

## Biografie
Michael Marcus begon zijn muziekcarrière in de jaren 1970 in bluesbands van Albert King en Bobby Bland met Mel Brown. In de jaren 1980 en 1990 werkte hij samen met musici uit het freejazzcircuit, zoals Sonny Simmons (Blackwoods Suite), Frank Lowe, Phillip Wilson, Jemeel Moondoc, Dennis Charles, Makanda Ken McIntyre en anderen. In 1996 werkte hij samen met Charles Moffett aan het trio-album Transcendence van Simmons. In 2000 speelde hij in de Simmons Band met James Carter, William Parker en Jay Rosen. In 2001 werkte hij als baritonsaxofonist bij Moondoc. In 1991 werd zijn eerste album Under The Wire onder zijn eigen naam uitgebracht door Enja Records, met Joseph Bowie, William Parker en Reggie Nicholson. William Parker en Dennis Charles en Fred Hopkins en Steve Swell werkten in 1993 aan de twee albums Here At! en Ithem van Marcus voor het Soul Note-label. Een album met drummer Cindy Blackman werd in 1996 gevolgd door het duo-album This Happening met pianist Jaki Byard voor het Montreal-label Justin Time Records, waarin Marcus de stritch en de saxello speelt. Voor de composities Giant Steps en Naima van John Coltrane wisselde hij naar de basklarinet. In de daaropvolgende twee jaar toerde hij met Byard. Byards dood in 1999 maakte een einde aan hun samenwerking.
In 2000 werkte hij samen met de Cubaanse percussionist Patato Valdes (Sunwheels). In 2001 nam hij het album Blue Reality op in een trio met bassist Tarus Mateen en Jay Rosen. Hij begon ook weer samen te werken met Sonny Simmons. Hij was co-leider van Cosmosamatics met Sonny Simmons, die acht albums opnam en verschillende tournees naar Europa maakte. Naast de Cosmosamatics werkte Marcus in andere formaties, zoals het trio met Nasheet Waits, Jay Rosen en Tarus Mateen. Marcus heeft gedurende zijn hele carrière gewerkt met Billy Higgins, Roy Campbell, Joe LaBarbera, Charles en Cody Moffett, Chris Sullivan, Carlos Ward, Joe Bonner, Peter Herbert, John Patton, Curtis Lundy. Hij speelde ook in het Makanda Ken McIntyre Ensemble, de Big Band van Grachan Moncur III, het project The Liberation Suite van Zane Massey en het Saxemble met Frank Lowe en James Carter. Hij werkt in duo met Ted Daniel (trompet), met wie hij de albums Duology (Boxholder) en Golden Atoms (Soul Note, 2008) opnam.

## Discografie
- 1991: Under The Wire (Enja) met Joseph Bowie, William Parker, Reggie Nicholson
- 1993: Here At! (Soul Note) met Steve Swell, Fred Hopkins, William Parker, Dennis Charles, Sadiq Abdu Shahid
- 1993: Ithem (Soul Note) met William Parker, Dennis Charles
- 1996: Reachin´  (Justin Time) met Steve Neil, Cindy Blackman
- 1996: This Happening (Justin Time) Duo met Jaki Byard
- 2000: Sunwheels (Justin Time) met Carlos 'Patato' Valdes
- 2001: Blue Reality (Soul Note) met Tarus Mateen, Jay Rosen
- 2002: Speakin' Out (Drimala, solo)
- 2008: Lotus Symphony (NotTwo) met Taru Alexander, John Austria, Rashaan Carter, Radu Ben Judah, Jay Rosen, Antoine Roney
- 2013: Elements in Candor Krzysztof Dys, Michael Marcus, Theo Jörgensmann